# Мамедов, Шахисмаил
Шахисмаил Мамедов (азерб. Şahismayıl Məmmədov, род. 10 апреля 1962, Кесало, Гардабанский район) — заслуженный журналист Грузии азербайджанского происхождения, награжденный орденом Чести.

## Биография
Родился 10 апреля 1962 года в селе Кесало Гардабанского района Грузинской ССР. В 1969—1979 годах учился в средней школе села Кесало, которую окончил с отличием. В 1980 году учился на факультете французского языка Азербайджанского педагогического университета иностранных языков имени 50-летия СССР, окончив его с отличием в 1985 году. В 1982 году учился заочно на факультете журналистики Бакинского государственного университета, окончив его спустя 4 года с отличием.
С 1986 по 1989 год работал учителем французского языка в средней школе Кесало, с 1989 по 1992 год — специальным корреспондентом и заведующим отделом новостей в газете «Советская Грузия», которая в то время была органом ЦК и Верховного Совета Совета Министров СССР. В 1992 году был назначен грузинским корреспондентом АЗЕРТАДЖа, а в 1994 году — грузинским корреспондентом AzTV, где работает и по сей день.
Был учреждён в Союзах журналистов Азербайджана и Грузии.

## Труды
В 2008 году выпустил книгу «Гейдар Алиев и Грузия» на азербайджанском и грузинском языках, на основе которой в 2010 году был им же сняты два документальных фильма по случаю 50-летия президента Ильхама Алиева. Также был режиссёром фильмов «От моря до моря», «Эталон дружбы», «Путь дружбы», «Фонд наследия», «Гарантия стабильности», «От сегодняшнего дня к будущему» и др.

## Награды
15 февраля 2001 года приказом президента Грузии Эдуарда Шеварднадзе был награждён орденом Чести. Приказом президента Грузии Георгия Маргвелашвили ему было присвоено звание Заслуженного журналиста Грузии. Распоряжением Президента Азербайджанской Республики Ильхама Алиева был награждён медалью «Прогресс». С 1992 по 2023 год 11 раз удостаивался звания лучшего журналиста года среди иностранных журналистов, работающих в Грузии.

## Семья
Имеет 3 детей и 3 внука.
5 января 2015 года 19-летний Азер Мамедов, сын Шахисмаила, покончил с собой, перед этим написав 12-страничное письмо, в котором говорилось, что он не хочет жить в таком мире. Был похоронен в родном селе своего отца.